# Dolicheremaeus tamurai
Dolicheremaeus tamurai är en kvalsterart som beskrevs av Aoki 1990. Dolicheremaeus tamurai ingår i släktet Dolicheremaeus och familjen Tetracondylidae. Inga underarter finns listade i Catalogue of Life.